# Barbados a 2011-es úszó-világbajnokságon
Barbados a 2011-es úszó-világbajnokságon egy sportolóval vett részt.

## Úszás
Men
| Versenyző    | Esemény                         | Selejtező | Selejtező | Elődöntő          | Elődöntő          | Döntő             | Döntő             |
| Versenyző    | Esemény                         | Idő       | Helyezés  | Idő               | Helyezés          | Idő               | Helyezés          |
| ------------ | ------------------------------- | --------- | --------- | ----------------- | ----------------- | ----------------- | ----------------- |
| Bradley Ally | Férfi 100 méteres hátúszás      | 55.88     | 36        | Nem jutott tovább | Nem jutott tovább | Nem jutott tovább | Nem jutott tovább |
| Bradley Ally | Férfi 100 méteres pillangóúszás | 54.42     | 40        | Nem jutott tovább | Nem jutott tovább | Nem jutott tovább | Nem jutott tovább |
| Bradley Ally | Férfi 200 méteres vegyesúszás   | 2:00.03   | 17        | Nem jutott tovább | Nem jutott tovább | Nem jutott tovább | Nem jutott tovább |